# أوردوجا
أوردوجا (بالفلبينية: Urduja‏) هي أميرة محاربة فلبينية عاشت في القرن الرابع عشر. ولدت في سنة 1304 وحسب ما ذكره الرحالة إبن بطوطة، ذكر بأنها كانت أميرة كايلوكاري في مملكة تاواليسي في بانغاسينان. ذكر بأنها كانت امرأة طويلة وجميلة مع بشرة ذهبية. وذكر بأنها كانت تتقن النزال بالسيف وركوب الخيل وكانت زعيمة النساء المحاربات. تعتبر أوردوجا إحدى البطلات القوميات للفلبين.